# 이시가미 유이치
이시가미 유이치(일본어: 石上 裕一  いしがみ ゆういち[*], 1983년 7월 29일 ~ )는 일본 남자 성우다.